# Grand Palais

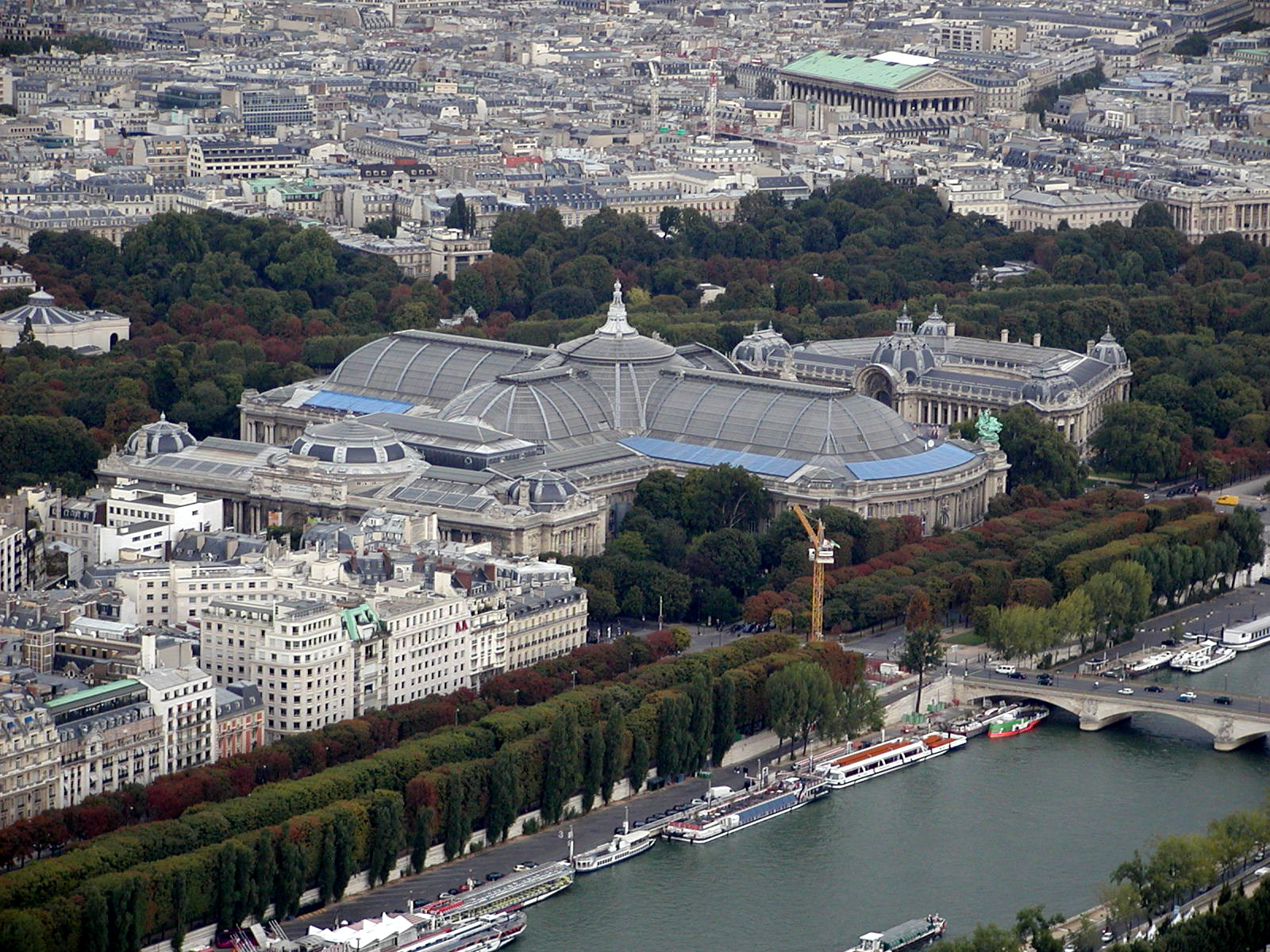
Vista del conjunto monumental formado por el Grand Palais, el Petit Palais y el Puente Alejandro III, desde la torre Eiffel.

El Grand Palais, también llamado Grand Palais des Champs-Elysées (en español «Gran Palacio»), es un edificio singular de la ciudad de París, situado en los Campos Elíseos, en el VIII arrondissement, conformando un entorno monumental conjuntamente con el Petit Palais y el Puente Alejandro III.
El Grand Palais comenzó a construirse en 1897 para albergar la Exposición Universal de 1900 celebrada del 15 de abril al 12 de noviembre del mismo año, tras un complejo proceso de gestación en el que participaron varios arquitectos, en el mismo lugar donde se emplazaba previamente el Palacio de la Industria, realizado para la Exposición de 1855. 
Destacado por el estilo ecléctico de su arquitectura, denominado estilo Beaux-Arts característico de la Escuela de Bellas Artes de París, el edificio refleja el gusto por la rica decoración y ornamentación en sus fachadas en piedra, el formalismo de su planta y realizaciones hasta entonces novedosas como el gran acristalamiento de su cubierta, su estructura de hierro y acero vista, y el uso del hormigón armado.
Como proclama uno de sus frontones, fue concebido como Monument consacré par la République à la gloire de l’art français, «Monumento consagrado por la República a la gloria del arte francés», sirviendo como lugar de las manifestaciones oficiales de la III República Francesa y símbolo del gusto de una parte de la sociedad de la época. Con el curso del tiempo y la decadencia del estilo Beaux-Arts, el lugar fue destinado progresivamente a usos diversos como centro para salones técnicos y de exposiciones comerciales de los sectores del automóvil, de la aeronáutica, de las ciencias o del deporte, convirtiéndose en testigo de la evolución del arte moderno y de los avances de la civilización durante el siglo XX. 
Desde 1937 alberga el Palais de la Découverte destinado a las ciencias aplicadas y desde 1964, las Galeries nationales du Grand Palais para la exposición de colecciones provenientes de museos nacionales franceses. 
Edificado sobre un terreno inestable que afectó con el tiempo a su estructura, a término de la prolongada y costosa restauración emprendida en los años 1990, su nave central fue reabierta en 2005 para la celebración de salones y exposiciones temporales variadas.
El 12 de junio de 1975, la nave central del edificio fue catalogada como Monumento histórico, clasificación que se extendió el 6 de noviembre de 2000 a la totalidad de los 40 000 m² del Grand Palais.
Albergó el 13 de julio de 2008 la cumbre de jefes de Estado y de Gobierno fundacional de la Unión por el Mediterráneo.
Fue escenario de la película de Mission Impossible: Fallout protagonizada por Tom Cruise y Henry Cavill

## Historia

### Concepción del proyecto

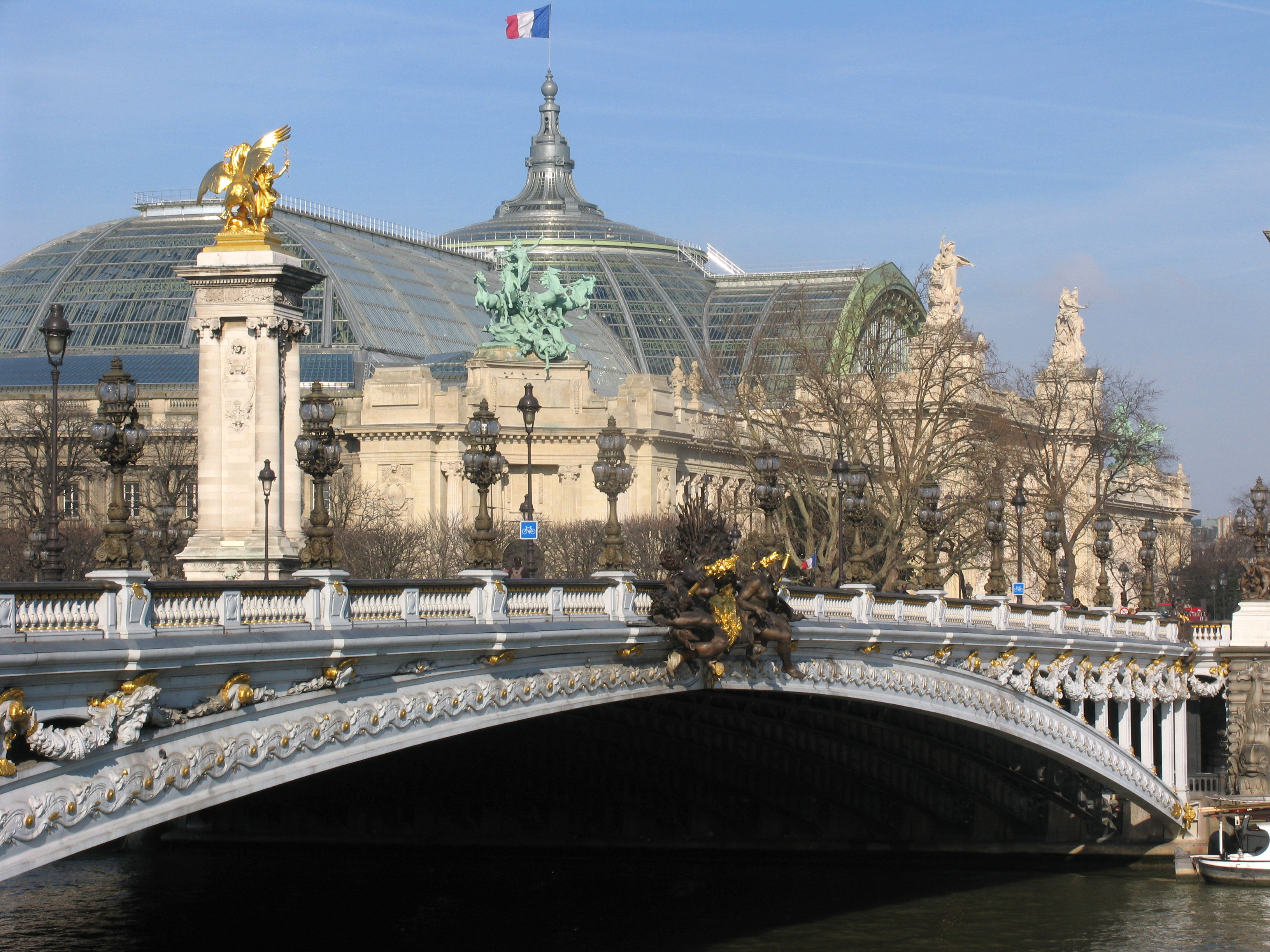
Vista del Puente Alejandro III con el Gran Palacio al fondo.

Tras la decisión tomada por el gobierno francés en 1892 de organizar una nueva exposición universal en 1900, la comisión preparatoria de la misma recomendó la demolición del Palacio de la Industria, construido en 1855, y la edificación de un nuevo edificio que mejorara el entorno urbanístico de la explanada donde tendría lugar el evento, de manera que pudiera abrirse una amplia vía que enlazara en perspectiva el eje de la plaza de los Inválidos con la avenida de los Campos Elíseos. Una vez redactado el plan, por decreto de 22 de abril de 1896 se decidió la organización de un concurso de ideas entre arquitectos para su diseño, pero contrariamente a lo previsto para las edificaciones de la Ópera Garnier, en 1875, o la del antiguo palacio del Trocadero, en 1878, el concurso no tuvo carácter internacional y se reservó únicamente a la participación de arquitectos de nacionalidad francesa.

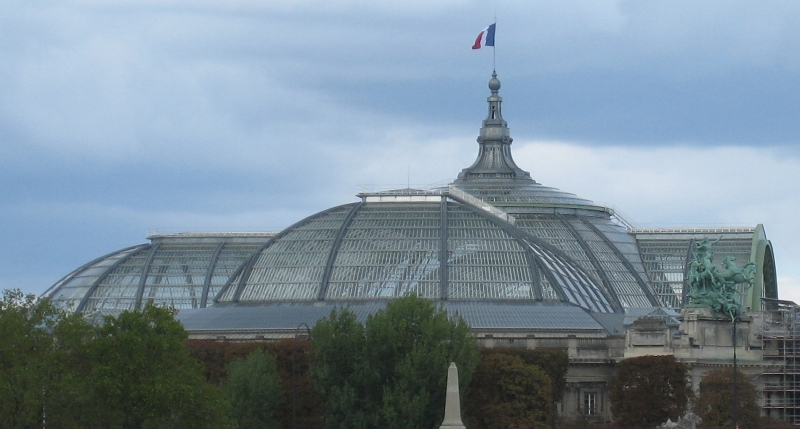
Vista de la cubierta del «Gran Palacio» y de su bóveda acristalada que se eleva a 60 m de altura.

Tras un agrio debate entre los organizadores, la prensa y el gran público, no se pudo elegir a un único ganador, por lo que fue seleccionado un equipo de cuatro arquitectos para que realizaran una síntesis de sus propuestas y consensuaran un proyecto común. La dirección general se encargó a Charles-Louis Girault, mientras que los otros tres arquitectos, Deglane, Louvet y Thomas se especializaron cada uno en la construcción de las diferentes secciones del edificio:
- Charles-Louis Girault (Cosne-Cours-sur-Loire, 1851 - París, 1932): Encargado de la dirección general de la obra, supervisó la puesta a punto definitiva de los planos. Debió asegurar, al mismo tiempo, la maestría de la obra del Petit Palais, después convertido en el Museo de Bellas Artes de París.[7]

- Henri-Adolphe-Auguste Deglane (París, 1855 - París, 1931): Fue el encargado de la realización de las naves norte y meridional, de la nave mayor y de su parte transversal, llamada «paddock», de las fachadas y decorado con frisos y mosaicos, que lo rodean, y en particular de la entrada principal y el peristilo situado a ambos lados de la «nueva avenida», futura avenida Nicolás II, después llamada Winston Churchill.[7]

- Albert-Félix-Théophile Thomas (Marsella, 1847 - París, 1907): Llevó a cabo la construcción del ala oeste, el «Palacio de Antin» y las elevaciones correspondientes sobre la avenida de Antin, la futura avenida Víctor Manuel III, bautizada más tarde como avenida Franklin Delano Roosevelt.[7]

- Louis-Albert Louvet (París, 1860 - París, 1936): Autor del plano, tuvo la responsabilidad de edificar la sección central, que conecta de manera simétrica las obras de Deglane y Thomas, incluyendo el «Salón de honor». En coordinación con Deglane, participó también en la gran escalera de honor y la decoración de la pared del fondo del «paddock».[7]

### Trabajos de construcción

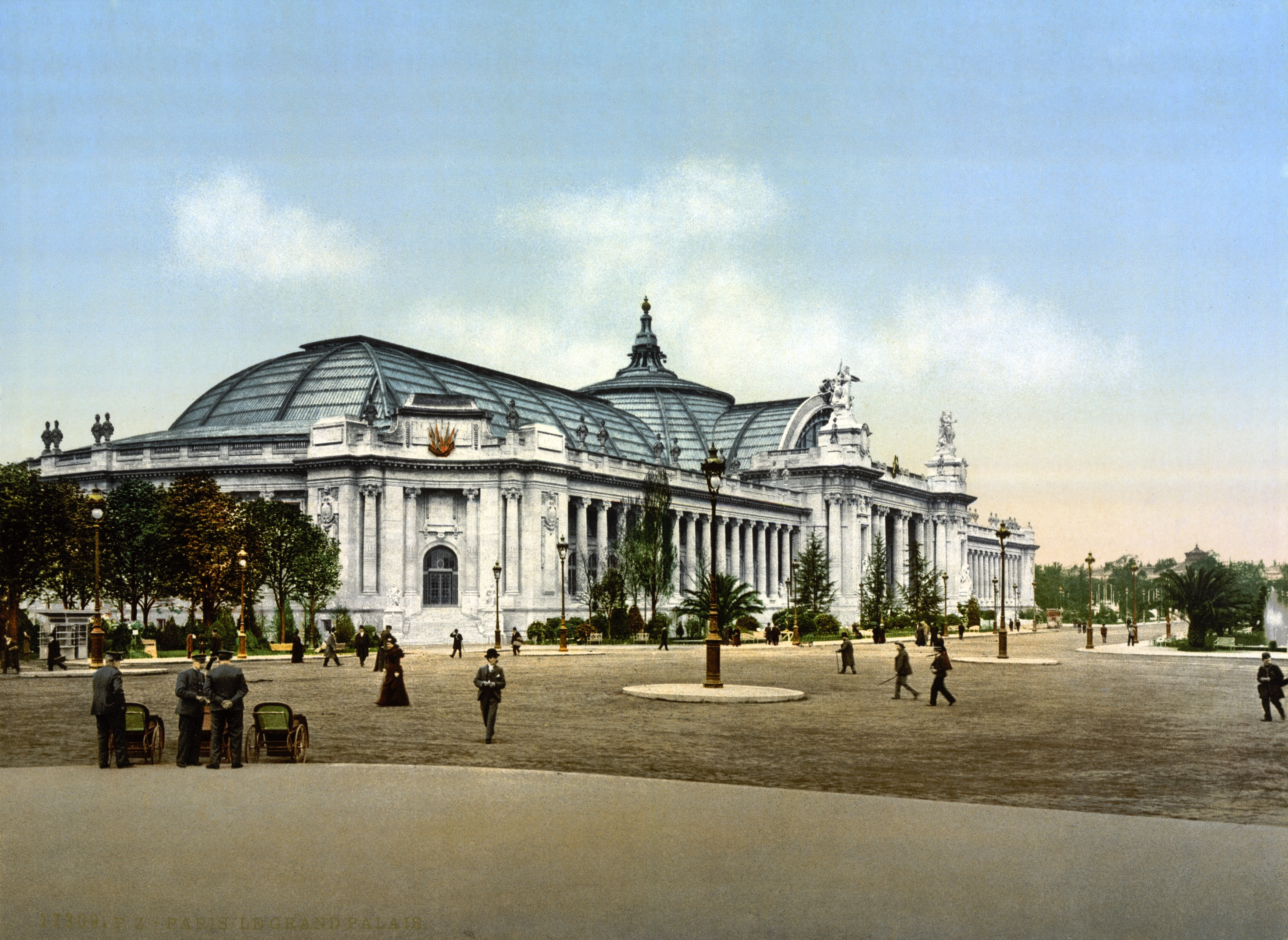
Aspecto del Grand Palais el año de su inauguración, tarjeta postal de 1900.

Los trabajos de construcción comenzaron en la primavera de 1897 con la demolición progresiva del Palacio de la Industria, que desapareció definitivamente en 1899, al tiempo que tres equipos elegidos por cada arquitecto avanzaban según cada plan de obra a su ritmo y saber. 
La obra, para la que se llegó a movilizar hasta 1.500 obreros, aplicó nuevas técnicas de construcción como el uso del hormigón armado según un sistema patentado en 1892 por François Hennebique, junto a un despliegue de medios considerables para la época: pilonadoras a vapor para la cimentación, vías férreas para el transporte del material, máquinas de vapor para las dinamos de accionamiento de sierras de corte, un puente grúa para el manejo de los grandes bloques, raíles interiores, andamios móviles o una rampa desde la ribera del Sena para la aproximación de las barcazas de cantera. La propia Exposición destacó las habilidades técnicas de la sociedad Moisant-Laurent-Savey que sirvieron para la parte móvil metálica de manutención desplegada a los lados de los Campos Elíseos y de la avenida de Antin, mientras que también alabó las de la empresa Moisant encargada de la carpintería en hierro y acero de la gran escalera de honor diseñada por Louvet.
Las características heterogéneas del suelo, duro en el lado norte, donde se encontraba el Palacio de la Industria, pero de mala calidad en el lado sur, sobre aluviones del Sena, provocaron un retraso de 8 meses sobre el plan original, requiriendo una obra de cimentación dificultosa que necesitó el uso de 3.400 pilotes de roble, de 25 a 35 cm de diámetro, que perforaron hasta 12 metros de profundidad el suelo basal calcáreo. 
Para los muros se aplicó la técnica de doble pared, una hoja exterior de cantería, constituida por bloques de piedra provenientes de diversos yacimientos de toda Francia, y una hoja interior, en fábrica de ladrillo y mampostería. Por su parte, la carpintería metálica se fue montando, contrariamente a la práctica habitual, sin juntas de dilatación y apenas terminados los trabajos de albañilería, a la que siguieron los trabajos de decoración por artistas seleccionados por cada equipo de arquitectos. 
Al término del plazo de ejecución de la obra, se había conformando una estructura para la que se empleó 8.500 toneladas de material, 500 más que las requeridas para la Torre Eiffel y 2.000 menos que las de la Estación de Orsay, sin embargo, el día de la inauguración algunas secciones interiores estaban todavía sin terminar.
La construcción del Grand Palais de París tuvo un coste total de 24 millones de francos de la época,, de los cuales, como destacaba la guía de la Exposición, 300.000 francos se habían destinado únicamente a los importantes grupos escultóricos de las cuadrigas de Récipon.
Las dificultades del terreno volverían a la actualidad poco después, cuando Alfred Picard, comisario general de la exposición, publicó un informe en 1903 donde advertía la existencia de problemas estructurales en el edificio, como consecuencia probable del descenso del nivel de la capa freática,  lo que provocaría a lo largo de su historia numerosas intervenciones de restauración hasta llegar a la gran obra emprendida a partir de 1993.

### Inauguración

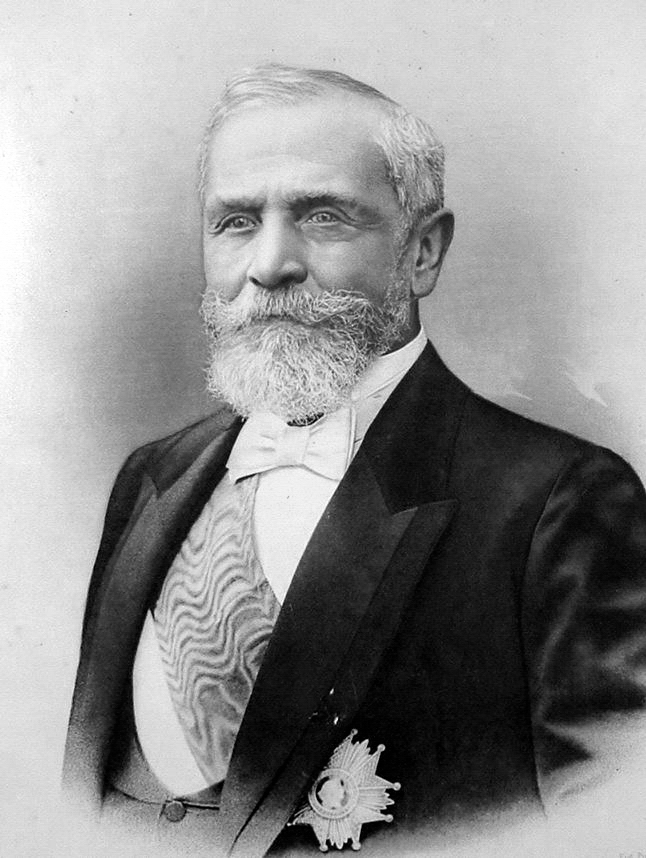
El presidente de la III República francesa, Émile Loubet, uno de los asistentes a la inauguración del Grand Palais en 1900.

La inauguración del Grand Palais se efectuó con todo el fausto propio de la Tercera República Francesa, por entonces en el centro de una crisis política originada por el controvertido caso Dreyfus, en una ceremonia celebrada el 1 de mayo de 1900, en presencia de Émile Loubet (1838-1929), presidente de la República francesa, de René Waldeck-Rousseau (1846-1904), presidente del Consejo y ministro del Interior y de Cultura de Francia, de Georges Leygues (1857-1933), ministro de Instrucción pública y Bellas Artes, de Alexandre Millerand (1859-1943), ministro de Comercio, Industria, Correos y Telecomunicaciones, y de Alfred Picard (1844-1913), comisario general de la Exposición Universal de París. Una inscripción grabada en la piedra de una de las esquinas de las paredes del edificio conmemora el acontecimiento.
Durante la Exposición Universal, el Grand Palais sirvió tanto para la exposición de obras pictóricas en las diversas salas acondicionadas entonces en la primera planta, como también para la celebración de conciertos en la sala de honor detrás de la gran escalinata, e incluso concursos de hípica gracias a los establos preparados en los sótanos del palacio y que se comunicaban mediante rampas de suave pendiente con las pistas de concurso al exterior.

### Salones y exposiciones
Inicialmente concebido como Palacio de las Bellas Artes para funciones destinadas a las exposiciones y celebraciones de muestras artísticas, el Grand Palais ha ido a lo largo de su historia ampliando la variedad temática de sus actividades.
Salones artísticos
Los salones dedicados a las bellas artes conocieron su edad de oro en los treinta primeros años de existencia del Grand Palais. Con el advenimiento del Frente Popular en 1936, estas presentaciones, consideradas por algunos como una expresión de arte reservada para la élite burguesa, perdieron progresivamente prestigio y vieron reducida de manera considerable su superficie en favor de la instalación definitiva del Palais de la Découverte (Palacio del Descubrimiento) dedicado a las ciencias aplicadas, en 1937 por iniciativa del físico Jean Perrin. Tras la Segunda Guerra Mundial, los salones artísticos perduraron un poco más, hasta ver su espacio de exposición disminuir y ser confinados a los lugares menos nobles y visibles del Gran Palacio.
Se han celebrado en el Grand Palais los siguientes salones de arte:
- Salón de artistas franceses (1901).
- Salón de artistas independientes (1901).
- Salón de la Sociedad Nacional de Bellas artes (1901).
- Salón del Orientalismo (1901).
- Salón de los pintores, los grabadores y los litógrafos (1901).
- Salón de la Unión de las Mujeres pintoras y escultoras (1901).
- Salón de Otoño (1903 a 1993).
- Salón de las Artes aplicadas (1925).
- Salón de Arte de París (2006).

Salones técnicos
Tras la Segunda Guerra Mundial, se impulsó la celebración de salones técnicos y comerciales, por considerarse entonces que eran más rentables que los artísticos. Sin embargo, este tipo de exposiciones declinaron en el Grand Palais a partir de los años 1960 hasta que fueron trasladadas al Centre des nouvelles industries et technologies («Centro de las nuevas industrias y tecnologías») o al parque de exposiciones de la «Puerta de Versalles».
- Salón del automóvil (1901 a 1961).[15]
- Salón de maquinaría agrícola y hortícola.
- Exposición Internacional de la Locomoción Aérea (1909 - 1952), que inicialmente se celebraba en las instalaciones del Salón del automóvil, tras su independencia de esta exposición tomó el nombre de «Salón de la Aeronáutica» y después el de «Salón de la Industria aeronáutica» antes de trasladarse en 1953 a las dependencias del aeropuerto de Le Bourget.

Salones comerciales
Estas exposiciones también dejaron el Grand Palais por falta de superficie disponible.
- Salón de las artes domésticas, el antiguo Salón de los aparatos de uso doméstico (1926-1960, con una interrupción de 1940-1947).
- Salón del Hábitat.
- Salón de la Calidad francesa.
- Salón de Francia Exótica (en 1939 y 1940).
- Salón de la Infancia.
- Feria de París.
- Feria Internacional de Arte Contemporáneo (FIAC).
- Feria del libro (1981-1991).
- Salón de la música clásica y del jazz (Musicora).

Acontecimientos puntuales
- Concursos y presentaciones del «Salón de la Sociedad hípica» ( 1900-1937).
- Exposiciones de las colonias.
- Conciertos, espectáculos de circo como el Circo de los Muchachos[16]o de music-hall, congresos, desfiles de moda y fiestas diversas.

Palacio del Descubrimiento
El Palacio del Descubrimiento, construido durante la Exposición General de segunda categoría de París, en 1937 por iniciativa del físico Jean Perrin, está instalado en el antiguo Palacio de Antin, en el ala oeste. Concebido, en un principio, como un espacio de exposiciones temporales, consiguió luego de varias peripecias, mantenerse en el Grand Palais y ocupar un lugar propio de 25.000 m² de superficie, alcanzando con el tiempo una mayor popularidad que la prevista en sus principios.
Galeries nationales du Grand Palais (Galerías Nacionales)
En 1964, Reynold Arnould acondicionó una parte del ala norte del Grand Palais a petición de André Malraux, el entonces ministro de Cultura de Francia, para una nueva sección, las Galeries nationales du Grand Palais, destinada a recibir grandes exposiciones temporales de colecciones provenientes de los museos nacionales del país, albergando en 1966, una retrospectiva del pintor Pablo Picasso y una importante presentación de arte africano. A raíz del éxito encontrado, el Gobierno francés renunció a su eventual proyecto de demolición del histórico Grand Palais y del edificio que luego transformó en Museo de Orsay. En 1991, durante la exposición consagrada al artista Georges Seurat, el Grand Palais sufrió el primer robo de su historia, que afectó a la obra Cocher de fiacre (Cochero de coche de caballos), de 1887.
Otras exposiciones realizadas en las Galerías nacionales:
- «Érase una vez Walt Disney. A las fuentes del arte del estudio Disney», del 16 de septiembre de 2006 al 15 de enero de 2007.[20]

- «Los Nuevos Realistas», del 28 de marzo al 2 de julio de 2007.[21]

- «El Imperio de los Gupta. La Edad de oro de la civilización de la India», del 4 de abril al 8 de julio de 2007.[22]

- «Diseño contra Diseño. Dos siglos de creaciones», del 26 de septiembre de 2007 al 8 de enero de 2008 (Galerías nacionales).[23]

- «Courbet», del 10 de octubre de 2007 al 28 de enero de 2008 (Galerías nacionales).[24]

Otras exposiciones
- «Tesoros sumergidos de Egipto», del 9 de diciembre de 2006 al 16 de marzo de 2007 (Nave central).[25]

- «Monumenta 2007», del 30 de mayo al 8 de julio de 2007 (Nave central)-[26]

- «Art en Capital», del 22 de noviembre de al 2 de diciembre de 2007. (Nave central).[27]

Otros usos curiosos
A lo largo del siglo XX, el Grand Palais ha sido unas veces víctima de los dramas de la Historia y en otras, testigo de reutilizaciones a menudo imprevistas.
- Al principio de la Primera Guerra Mundial, el Grand Palais fue utilizado como acuartelamiento para las tropas coloniales en ruta hacia el frente antes de habilitarse como hospital improvisado para los heridos de la Marina que no pudieron encontrar plaza en los atestados hospitales de la capital.[3]

- Durante la Segunda Guerra Mundial, el Gran Palais sufrió un bombardeo y luego fue requisado para depósito protegido de vehículos militares. En agosto de 1944, durante los combates por la Liberación de la capital ocupada por los nazis, resultó parcialmente quemado como consecuencia de un incendio declarado en el «paddock» y la galería noroeste.[3]

Más tarde, varias instituciones y servicios públicos de Francia se instalaron en el corazón del Grand Palais sin provocar ninguna reacción particular por parte de su ministerio de tutela:

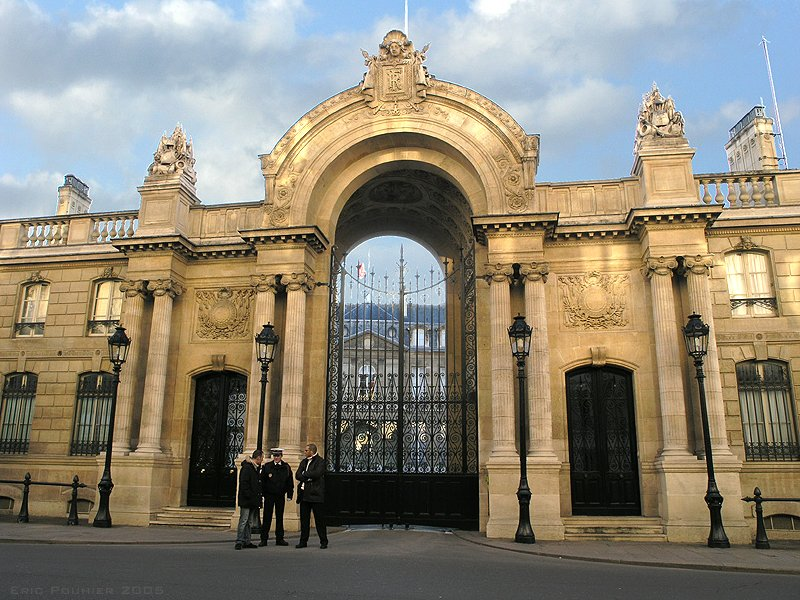
Acceso principal del Palacio del Elíseo.

- La comisaría de policía del VIII arrondissement, encargada de la vigilancia del Palacio del Elíseo y de sus accesos.
- Una oficina de aduana.
- Talleres de arquitectura descentralizados de la Escuela Nacional Superior de las Bellas Artes de Francia, convertidos a partir de 1968, en una unidad pedagógica de arquitectura.
- La Unión Europea de Radiodifusión de estudios germánicos y eslavos, dependencia de la universidad de la Sorbona.
- Un restaurante universitario.
- La Dirección Regional de Asuntos Culturales (DRAC) de Isla de Francia.
- Una parte de las oficinas de la Misión del patrimonio fotográfico
- Diversas oficinas y viviendas para funcionarios.
- Un aparcamiento subterráneo.

## Arquitectura
El Grand Palais constituye un resumen de los gustos de la «Belle Époque» resultado del eclecticismo libre del «estilo de Bellas Artes» parisino. Al mismo tiempo, su concepción marcó el principio de una época de la arquitectura donde el dueño de la obra, a la vez artista y técnico, ocupa un papel preponderante. La obra supuso también un retorno al empleo de la piedra ricamente ornamentada, en contraste con otras obras contemporáneas impulsadas en hierro y acero como comentaba el escritor Paul Morand, y uno de los últimos jalones de una época anterior a la era de la electricidad, cuando las grandes estructuras en vidrio transparentes, herederas del The Crystal Palace de Londres, concebido por Joseph Paxton en 1851, permitían el aporte de la luz natural indispensable para el desarrollo de las funciones de exposición a las que se destinó el edificio.

### Planta: naves y cubierta
La nave central, con una longitud aproximada de 240 metros, está constituida por una imponente cubierta, espacio rematado por una ancha vidriera. La bóveda de cañón, ligeramente rebajada en las naves norte y meridional y en la nave transversal, y el cimborrio y la cúpula, compuestos de acero y vidrio, pesan cerca de 9.000 toneladas y se elevan a 45 metros de altura de la cubierta, alcanzando los 60 metros en la esfera de la linterna. El peso de metal utilizado, cerca de 7000 toneladas, supera al de la torre Eiffel.

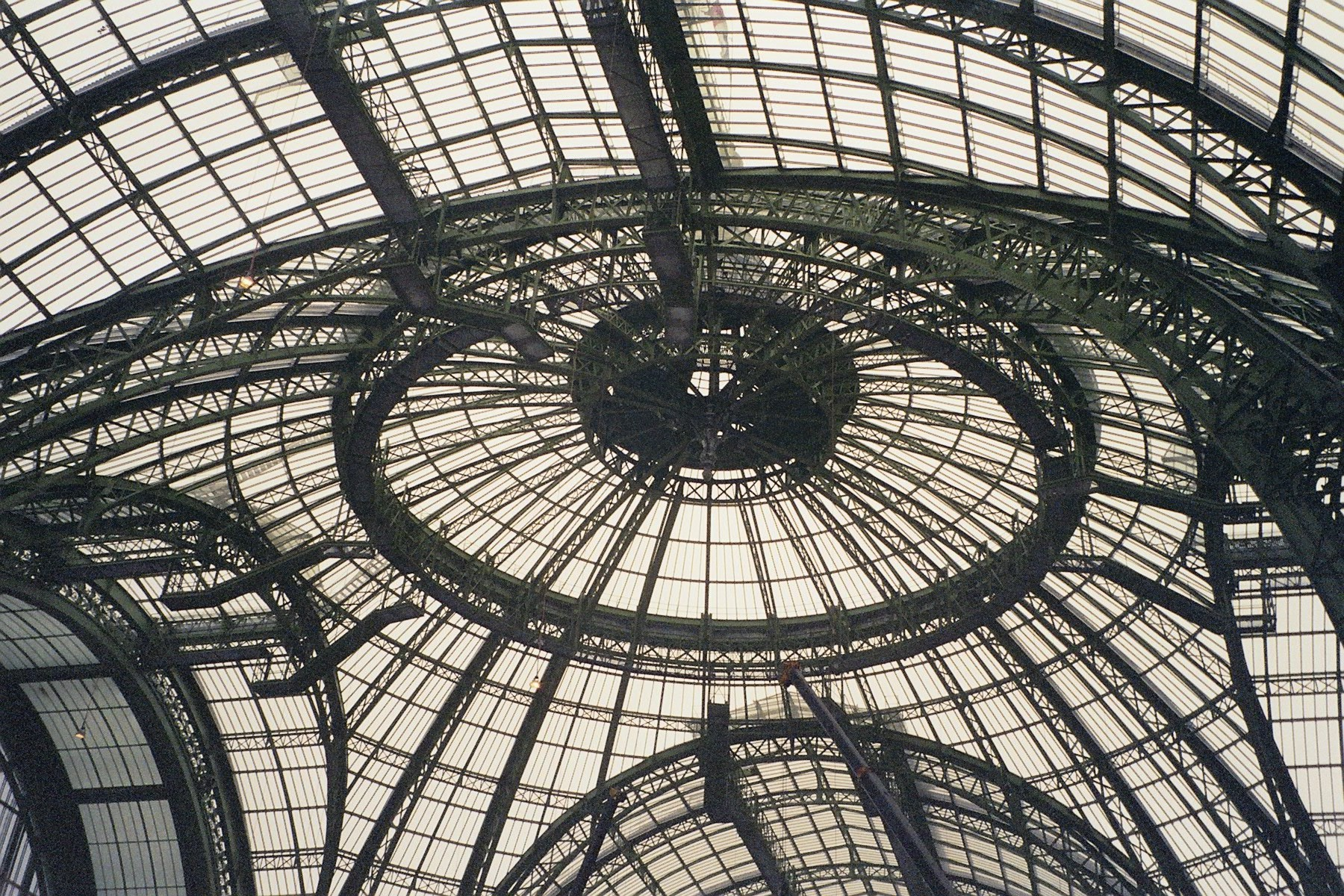
Detalle de la estructura metálica y vidriera del cimborrio, base de la cúpula del Grand Palais de París.

Al principio, la construcción y el funcionamiento interno fueron organizados según un eje este-oeste. La comunicación entre la gran nave y otras partes del palacio, como el salón de honor, el ala central y Palacio de Antin, se hacía mediante una amplia escalera de hierro, de inspiración clásica teñida de modernismo. La instalación, de manera estable, del Palacio del Descubrimiento, a partir de 1937, ocupando el espacio del Palacio de Antin, afectó al plan de distribución de las circulaciones interiores y deshabilitó una de las dimensiones del edificio junto con la accesoria y decorativa gran escalera de honor, que se apoyaba en una pared ciega y una ancha puerta, en cimbra llena, que quedó desde entonces amurallada.
Las naves están cubiertas por un armazón metálico, de color verde reseda, que une todas las piezas de vidrio laminado, lo que le da una gran luminosidad a las naves.

### Fachada y columnata de Deglane
La fachada principal, abierta en perfecta simetría sobre la avenida de Nicolás II, está constituida por una vistosa columnata o peristilo, obra de Deglane, inspirada en la concebida por Claude Perrault para el Louvre en tiempos de Luis XIV, y rematada con labrados de ramas de roble y laurel y, a intervalos, por grupos escultóricos en su base evocando las artes de griegos, romanos, fenicios y las del Renacimiento, si bien resulta para algunos críticos disimulada, como en la estación de Orsay, que fue edificada por Victor Laloux para la misma Exposición, por la innovación de la estructura metálica. Tras grandes arcos, cada uno dividido por dobles columnas, se encuentran acostados a la puerta central, en cuyas bases hay cuatro estatuas evocando las figuras idealizadas de las artes de la «Arquitectura», la «Pintura», la «Escultura» y la «Música».
Los frisos exteriores, diseñados por Edouard Fournier son un extenso mosaico de cerca de setenta y cinco metros de longitud, realizado según las técnicas tradicionales y ofrecen la vista de una larga banda, de cerca de colores vivos, realzados con oro, que reproducen varias escenas representativas de las grandes civilizaciones de la historia, tal y como eran imaginadas a finales del siglo XIX. Así, se suceden de Egipto a Mesopotamia, de la Roma de César Augusto a la Grecia del siglo de Pericles, del Renacimiento italiano a la Francia de la Edad Media y de la Europa industrial a la de las artes clásicas y barrocas.
Las civilizaciones más lejanas no fueron olvidadas, glorificando a este pasaje del período, entonces en su apogeo, de las grandes naciones colonizadoras de: África mediterránea y subsahariana, Oriente y el subcontinente indio, el sudeste asiático y la Indochina de los jemeres y los templos de Angkor, la Cochinchina y los paisajes anamitas alrededor de la ciudad de Hué, el Lejano Oriente con representaciones de la misteriosa China y de Japón, entonces de moda desde el reciente entusiasmo de los pintores impresionistas y de los escritores por este país, y evocaciones de ambas Américas.

### Balaustrada: las cuadrigas de Récipon

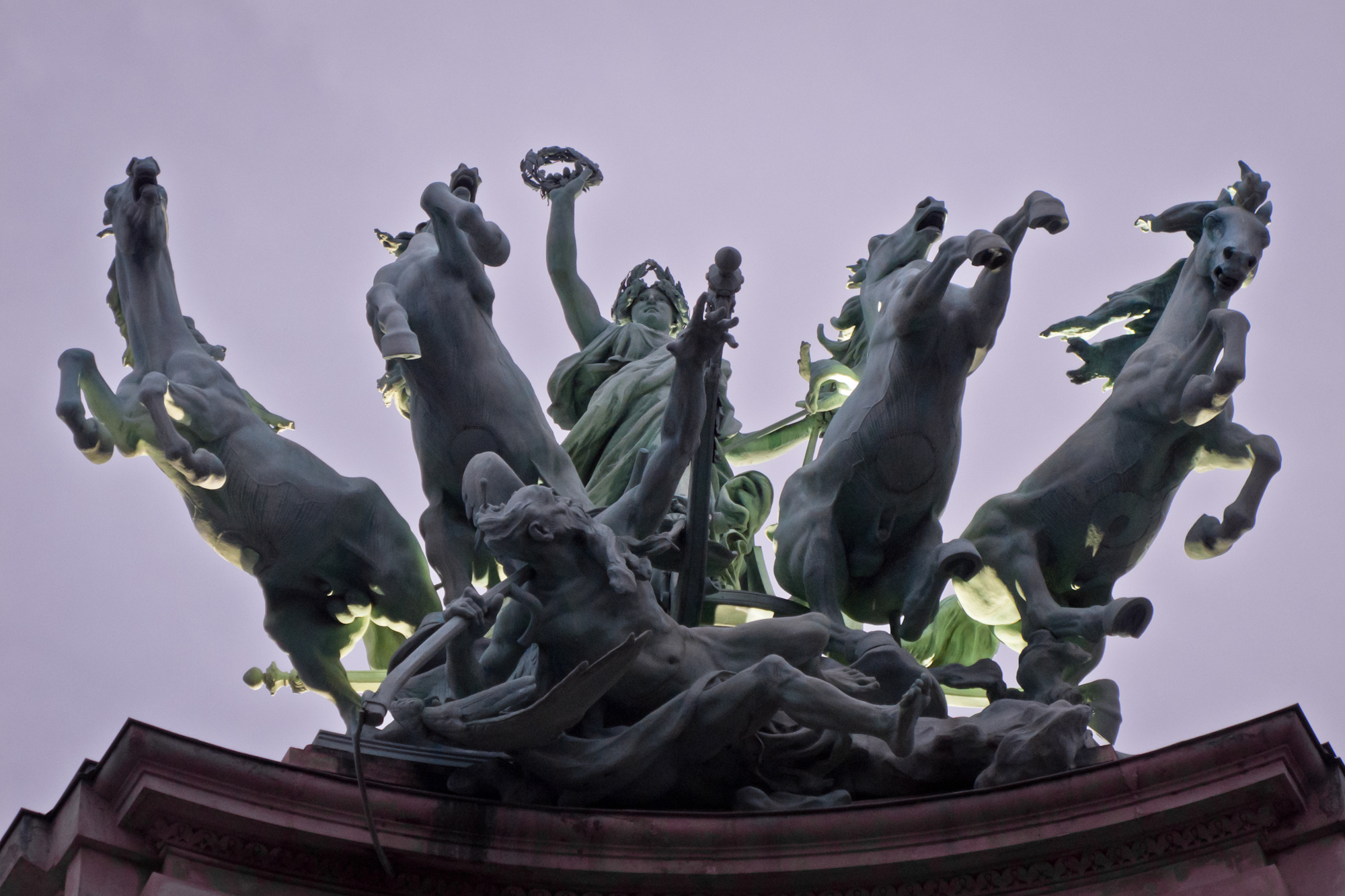
L'Inmortalité devançant le Temps uno de los dos grandes conjuntos obra de Georges Récipon para el Grand Palais de París.

Las balaustradas que rematan las fachadas se encuentran decoradas en sus laterales por grandes vasijas dobles, mientras que la principal, nuevamente en un interés de atraer la atención del espectador hacia la entrada, está reservada al espacio de exposición de dos grupos escultóricos de excepcional elaboración, obra del artista Georges Récipon, que fabricados en bronce, coronan desde una altura de cuarenta metros las entradas y su frontón, en el nordeste y el sudeste del Grand Palais, representando dos temas alegóricos en forma de cuadrigas:
- En el lado de los Campos Elíseos: l'Inmortalité devançant le Temps, «la Inmortalidad adelantando al Tiempo»;[30]
- En el lado del Sena: L'Harmonie triomphant de la Discorde, «la Armonía triunfante sobre la Discordia».[30]

Cada cuadriga está constituida por tres partes estructurales principales y elementos accesorios:
- El exterior está constituido por placas de cobre repujado, que en conjunto pesan 5 toneladas.[30]
- Un armazón metálico, constituido por una estructura principal anclada al macizo revestido con mampostería y al cual se une una estructura secundaria. Este conjunto pesa 7 toneladas.[30]
- La estructura principal está anclada a la masonería del zócalo de piedra, a través de una jaula metálica, cuyo interior está rellenado por un lastre. Este conjunto pesa 11 toneladas.[30]
- Accesorios de cerámica: en las ruedas de los carros y en los leones alados situados en la parte trasera del carro.[30]

Las cuadrigas fueron retiradas de las esquinas del Grand Palais entre julio y septiembre del 2001, para ser restauradas a lo largo del año 2003. En 2004, éstas fueron devueltas a su emplazamiento en abril de dicho año.

### Crítica arquitectónica
El Grand Palais no dejó indiferente a la comunidad de arquitectos y críticos de arte, provocando comentarios y críticas tanto favorables como en su contra. Así, una de las más comunes objeciones fue el sentimiento de exceso y sobrecarga de detalles, con sobre-elaboraciones consideradas innecesarias. Para especialistas como James P. Boyd, la construcción en vidrio y acero de la cubierta no resultaba estéticamente tan destacable como la obra de la fachada, que resultaba por ello disminuida, mientras que el World's Fair Magazine se lamentaba del aspecto similar a una «gran estación de trenes» y el contraste de materiales.
Sin embargo, para los críticos favorables, como Herbert E. Butler del Art Journal, el Grand Palais debe destacarse por su gran belleza resultado del efecto de la dimensiones sobre la perspectiva y de la combinación en el gusto y selección de los detalles y colores, o incluso para James Boyd, quien reconoció también el acierto en el equilibrio entre los detalles decorativos y el diseño general del edificio.

## La gran restauración (1993-2005)

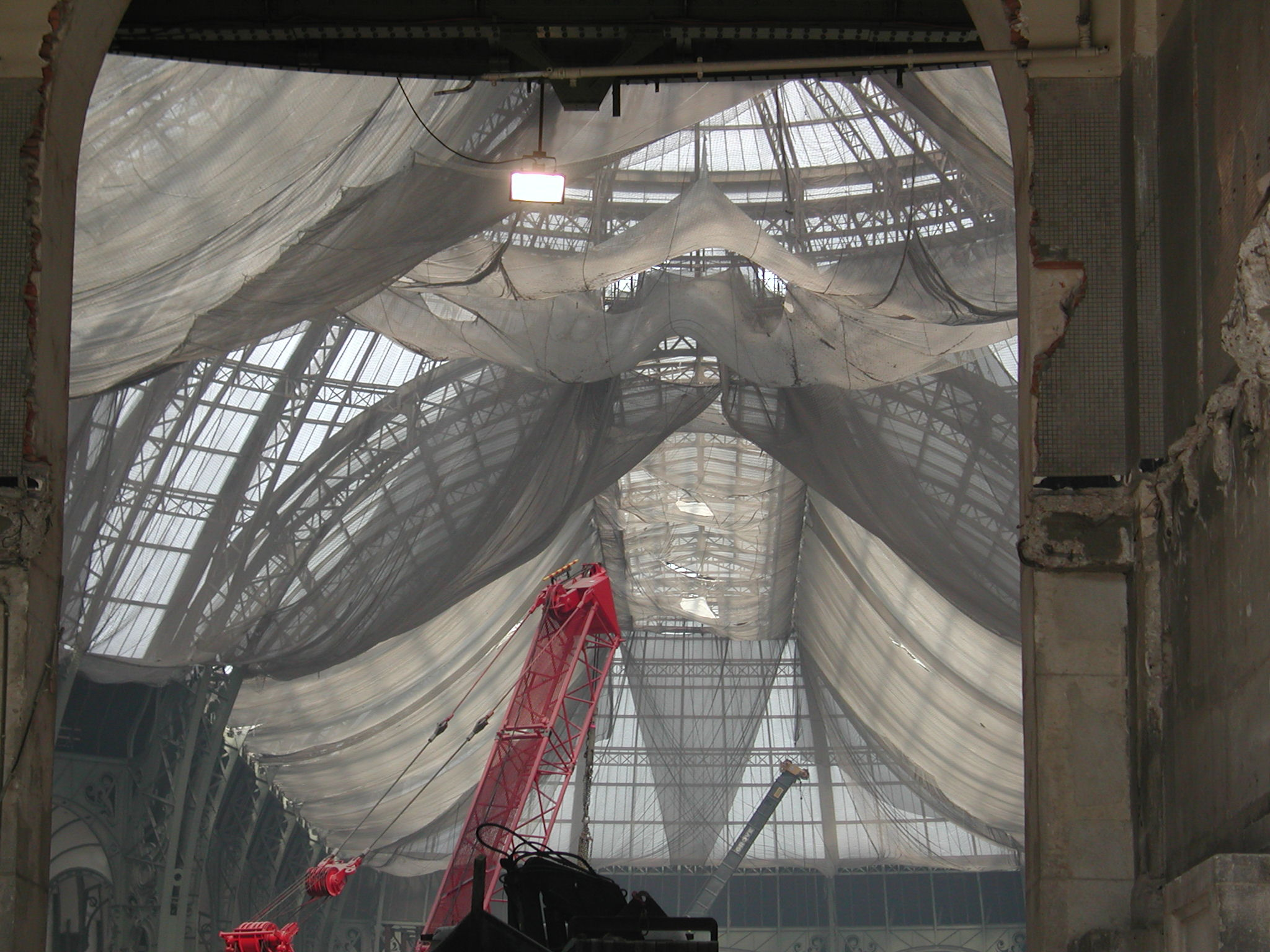
Los trabajos de restauración de la nave central (2002).

En junio de 1993 se dio la alerta tras despegarse un elemento de roblonadura y caer, desde una altura de cerca de treinta y cinco metros, durante una exposición dedicada al diseño.
El entonces ministro de Cultura de Francia, Jacques Toubon, tomó la decisión de cerrar «provisionalmente» el Grand Palais en noviembre del mismo año.
La colocación de redes de protección bajo las vidrieras (véase la imagen de la derecha) y la convocatoria de expertos para paliar esta situación no bastaron para mantener el Palacio abierto al público. Sólo y después de los necesarios trabajos para garantizar la seguridad, las Galerías nacionales y el Palacio del Descubrimiento estuvieron nuevamente disponibles. La utilización de la nave central se interrumpió durante doce años.

### Incidencias encontradas
Diversos defectos se manifestaron a lo largo del siglo XX y, desde el principio de la obra, en la zona meridional de la nave central. Durante la construcción, estos imprevistos fueron tanto más graves, ya que no era cuestión de retrasar la fecha de entrega del Grand Palais.
El comportamiento de las mamposterías y del armazón metálico proviene de diversos factores: 
- Los cimientos del edificio, por una parte constituidos de estacas de roble, sustentan unos macizos de piedra o de hormigón, que estaban sometidos a variaciones y a una disminución progresiva de la capa freática. Debido a sucesivas campañas de trabajos, de reajustes del servicio de vías públicas y del muelle en la orilla del Sena, este fenómeno provocó un deslavado y como consecuencia, la podredumbre por oxidación de las cabezas de los postes. El hundimiento forzó a los diseñadores a aumentar, primero, el número de las estacas para rectificar y, después, ligeramente las mamposterías y el perfil del armazón en los cuales se reflejaban los movimientos del suelo. Cerca de 2.000 nuevos postes fueron finalmente instalados, pero se quedaron lejos de alcanzar el «suelo bueno». Este lecho geológico estable se sitúa a una profundidad de entre 15 y 20 metros de profundidad.[3]

- La naturaleza aluvial del terreno y su tendencia natural a deslizarse hacia el cauce del Sena.

- Los choques sufridos directamente por la estructura metálica, a merced de las realizaciones de imponentes decorados o de exposiciones, tales como el Salón de la Aeronáutica, donde había globos, a veces, presentados en suspensión. Esto provocó un envejecimiento prematuro de varios elementos metálicos.

- La utilización del Grand Palais para presentaciones hípicas tuvo como consecuencia una alteración en la base de varios pilares, debido a la acidez del suelo, que absorbía la orina de los caballos.

- El empleo superior de laminillas remachadas de acero en la concepción de la estructura metálica, en lugar de con elementos de hierro, como con la torre Eiffel. Este material, en la época de la obra, era menos flexible y se dilataba menos que el fabricado hoy en día, además de que esta unión de más de doscientos metros no contenía ninguna junta de dilatación.

- La deformación de armazones y otros elementos, debida a asientos diferenciales y también al propio peso de la cúpula.

- Las primeras grietas que aparecieron fueron causadas por la entrada de agua a través de la vidriera, lo que provocaba una lenta corrosión del metal.

En el curso de los estudios que precedieron a los recientes trabajos de recuperación se estimó que el hundimiento de los macizos de los cimientos del ala meridional era de hasta 14 cm y que existía una variación de altura, en la parte metálica de la obra, de 7 cm. Estos valores, de apariencia despreciable, fueron suficientes para provocar daños estructurales considerables.

### Primeros trabajos de restauración
Inyecciones de materiales de naturalezas diversas comenzaron muy tempranamente y prosiguieron en diferentes períodos de la vida del monumento para rellenar los huecos existentes entre el nivel inferior del edificio y el suelo, que se continuaba hundiendo. En 1940, durante la Segunda Guerra Mundial, se instalaron vehículos y materiales diversos en la nave central. Percatándose de la fragilidad del lugar, decidieron inyectar varias toneladas de una colada de hormigón en el subsuelo. Así, los desperfectos se irán acelerando hasta el año 1993.

### Campaña de restauración
El ministerio de Cultura y de Comunicación de Francia inició el expediente de restauración. Las obras fueron adjudicadas al Establecimiento público de Maestría de Obra de los trabajos Culturales (EMOC).
Las personas que se pusieron al frente de los trabajos de restauración fueron Alain-Charles Perrot y Jean-Loup Roubert.
Programación de la obra
Los trabajos se celebraron en dos fases:
- Primera fase, (noviembre de 2001 - agosto de 2004): revisión de una parte de los cimientos mediante un desmontaje y una revisión y reposición de las cuadrigas, de cobre rechazado, y de su armazón de hierro.[3]

- Segunda fase, (2002- finales de 2007): reparación de las paredes y otras mamposterías agrietadas, de la vidriera y de las cubiertas deformadas o vetustas, desde 2005, con un revoque de las fachadas, una restauración del gran friso exterior de mosaicos y una segunda y última campaña de consolidaciones de los cimientos.[3]

Esta última fase debería atrasarse debido a un aplazamiento, en febrero de 2006, en la concesión de los créditos para la restauración de los exteriores.
El presupuesto previsto de esta obra alcanza los 101,36 millones de euros, de los que 72,3 millones se destinaron a la primera fase. La financiación fue asegurada gracias al estado francés, a través del Ministerio de la Cultura galo.

### Algunas cifras
- Los cimientos:
- Se utilizaron 8.900 metros cuadrados de paredes talladas, ejecutadas con cerca de 6.600 metros cúbicos de hormigón.[3]
- 2.000 pilares de hormigón colocados, con cerca de 10 000 toneladas de cemento.[3]

- La nave central:
- Longitud: 200 metros.[6]
- Anchura: 50 metros, 100 metros en la entrada principal.
- Altura: de 35 metros bajo el armazón metálico, de 45 metros de altura bajo la cúpula, y de 60 metros debajo de la linterna.[6]
- Superficie: 13.500 metros cuadrados.[6]

- El armazón metálico:
  - El peso de la parte superior de la nave central es de 6.000 toneladas de acero, de las que 600 toneladas fueron reemplazadas durante la primera fase de los trabajos de restauración, y sumado las de las demás naves hacen un total de 8.500 toneladas.[38]
  - Número de roblones sustituidos: unos 15.000.
  - Superficie pintada: 110.000 metros cuadrados.
  - Peso de la nueva pintura: 60 toneladas, en tres capas, es decir, prácticamente, el equivalente a 2.000 potes de pintura de 30 kilos cada uno.

- Los diferentes acristalamientos:
  - Superficie reemplazada: 13.500 metros cuadrados en la nave central y 15.000 metros cuadrados contando las vidrieras laterales.[38]

- Las cubiertas y las obras metálicas
- Se  han reemplazado:
  - 750 metros de canalones de plomo y 110 metros de canalones de zinc.[3]
  - 1.200 metros de ornamentos de zinc estampado.[3]
  - 5.200 metros cuadrados de terradillos de zinc.[3]

### Recuperación del color original: breve historia del verde «reseda»
Antes del comienzo de los primeros trabajos de rehabilitación de la nave central del Grand Palais, al evocarse la cuestión de que color elegir para el recubrimiento de la estructura metálica, que en el 2001, tras los numerosos trabajos de repintado del edificio a lo largo de su historia, era próximo del gris, se planteó la posibilidad de restituir el color original de 1900.
Para ello se emprendieron una serie de estudios e investigaciones:
- El desmontaje de las placas remachadas que llevaban el nombre de las empresas que habían participado en la obra de finales del siglo XIX dejó a la vista las partes del recubrimiento menos expuestas, apreciándose una coloración próxima al verde claro.[39]

- Muestras del recubrimiento fueron sometidas a análisis fisicoquímico en el laboratorio de investigaciones para monumentos históricos de Champs-sur-Marne, entre los cuales, inspecciones mediante un microscopio electrónico de barrido. Los exámenes permitieron determinar el número de capas de pintura, su composición y los diferentes pigmentos utilizados para cada una de ellas. La más antigua se sometió a una exposición prolongada de rayos ultravioleta para evaluar su comportamiento frente al envejecimiento.[39]

- La búsqueda de las especificaciones y formulación del producto original empleado en la construcción de 1900. Para ello, se investigó al fabricante suministrador de la pintura encontrándose que se trataba de una empresa que popularizó la marca «Ripolin», con la que se conoce genéricamente en francés a una gama de pinturas plásticas, y que conservaba todavía los archivos sobre la época en cuestión. Gracias a ello, se pudo encontrar el producto suministrado de la época al que se había bautizado como verde «reseda». Sin embargo, bajo la misma denominación de verde reseda se comercializaron todavía tres matices, pálido, medio y oscuro, por lo que tuvieron que realizarse análisis que concluyeron que la pintura empleada de origen era el «verde reseda pálido».[39]

Tras la restauración de 2005, se observa el armazón metálico pintado con un color rigurosamente idéntico al empleado en el momento de la terminación de su construcción, a finales del siglo XIX.
Esta pintura, según un comunicado de prensa del ministerio de Cultura francés, sería susceptible de obtener la marca de fábrica «Verde Grand Palais», a imagen de lo sucedido con «Marrón Torre Eiffel».

### Nuevo acristalamiento de la vidriera
La restauración del armazón también va a llevar a la realización de la rehabilitación de la vidriera y de su trama vuelta poco estética. En el transcurso del estudio previo, el arquitecto Alain-Charles Perrot sugirió que fuese restituida la trama inicial y la anchura de los cristales, desnaturalizados en el curso de una campaña de revisión. Además, la constitución de los cristales no corresponde a las reglas de seguridad exigidas hoy en día. El vidrio armado de entonces fue reemplazado por un moderno vidrio laminado, que posee dos cualidades primordiales:
- Permite al personal de mantenimiento circular sobre las pasarelas exteriores sin peligro. El vidrio armado, aunque reforzado por un armazón de alambre, no era capaz de soportar la caída de un hombre, que tras atravesar la vidriera, era una caída mortal. La nueva vidriera, sin un aumento notable del peso, evita este inconveniente y es, por añadidura, de un mantenimiento más fácil.

- Libre de armadura interna y de los defectos de acabado del antiguo material, el vidrio laminado, aunque de más espesor (9 mm), es más transparente.[41] El aspecto de conjunto de las vidrieras de la nave central y la atmósfera que reinan dentro del edificio lo transformaron. Si bien esta transparencia no corresponde completamente con el estado original, no se puede negar la mejora aportada en la utilización de los espacios de exposiciones. Los reflejos visibles del exterior también fueron modificados. Los tratamientos aplicados sobre la superficie de la vidriera aportaron un toque final y transformaron la percepción que se podía tener paseándose en los alrededores próximos del Grand Palais.

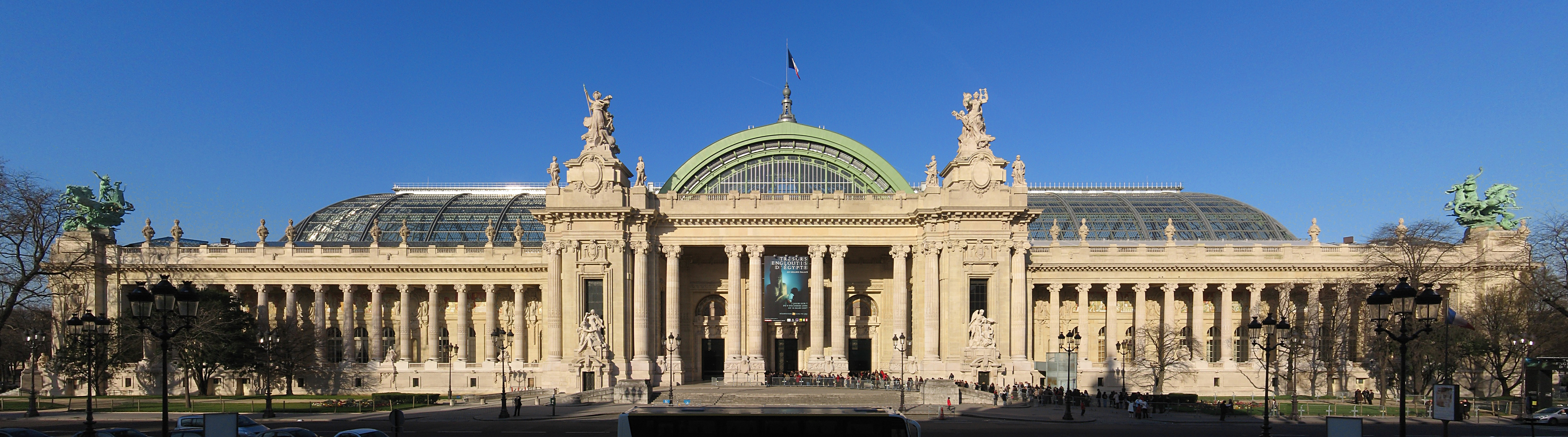
Fachada principal, ideada por Henri Deglane tras la restauración.

## Reapertura y futuro del Grand Palais
En obra desde el 2002, la nave central fue abierta excepcionalmente durante dos semanas al gran público, con ocasión de los Jornadas europeas del patrimonio de 2005. La finalización de la restauración tuvo lugar en el año 2007.
Se ha realizado un vídeo de 52 minutos sobre la restauración del edificio, explicado por Alain-Charles Perrot, que fue proyectado el 21 de octubre de 2004 en la «Universidad de todos los saberes».

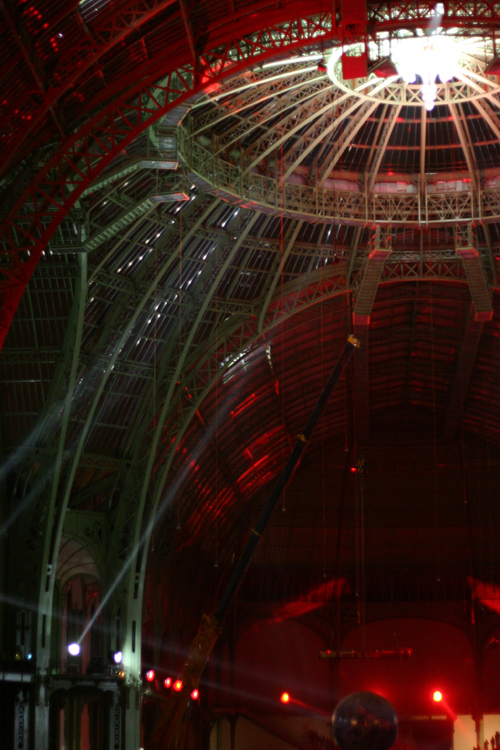
Nave central del Grand Palais durante la noche del 1 al 2 de octubre de 2005.

### Reutilización del palacio a partir de 2007
El ministro de Cultura y de Comunicación francés, Renaud Donnedieu de Vabres, expresó la idea de la transformación del emplazamiento a «Establecimiento público del Gran Palacio», en vez de confiar su gestión y programación a organismos privados.
El Grand Palais goza así del estatuto de establecimiento público industrial y comercial, desde el 1 de enero de 2007.